# Adam Bodnar
Adam Piotr Bodnar (Trzebiatów, 6 de enero de 1977) es un jurista, abogado, educador, activista de derechos humanos y político polaco. Desde diciembre de 2023 es Ministro de Justicia de Polonia en el gobierno de Donald Tusk. Fue el séptimo Defensor del Pueblo polaco desde 2015 hasta julio de 2021.

## Biografía
Nació en el seno de una familia polaco - ucraniana. Su padre ucraniano, cuando era niño, fue desplazado por la fuerza de un pueblo cerca de Sanok al noroeste de Polonia durante la Operación Vístula. En 2000 se licenció en Derecho en la Universidad de Varsovia y en 2001 obtuvo el título de máster en Derecho en la especialidad de derecho constitucional comparado en la Universidad Centroeuropea de Budapest. También completó un curso de Derecho Europeo coorganizado con la Universidad de Cambridge, así como de Derecho de los Estados Unidos coorganizado con la Universidad de Florida en la Facultad de Derecho y Administración de la Universidad de Varsovia. En 2006 obtuvo el título de doctor por la Universidad de Varsovia con su tesis titulada Ciudadanía multinivel en la esfera constitucional europea. En 2019 obtuvo la habilitación en su alma mater.
Trabajó como profesor asistente en el Departamento de Derechos Humanos de la Facultad de Derecho y Administración de la Universidad de Varsovia, así como de profesor académico en la Universidad de Ciencias Sociales y Humanidades SWPS de Varsovia.
En la década de 1990 colaboró con la asociación antirracista “Nunca Más”. Hasta 2004 trabajó en el despacho de abogados Weil, Gotshal & Manges. Luego se convirtió en miembro de la Fundación de Derechos Humanos de Helsinki (polaco: Helsińska Fundacja Praw Człowieka ). En 2008 trabajó como experto en la Agencia de los Derechos Fundamentales de la Unión Europea (FRA), donde se especializó en el respeto de los derechos humanos en Polonia. En 2010 fue nombrado subdirector de la Fundación de Derechos Humanos de Helsinki. También fue presidente de la Fundación Panoptykon y director de la Asociación Zbigniew Hołda. También fue miembro de la junta directiva del Fondo de las Naciones Unidas para las Víctimas de la Tortura. En 2011 recibió el Premio a la Tolerancia de las organizaciones LGBT polacas y en 2013 recibió una beca en el marco del programa German Marshall Memorial Fellowship.
En 2015, fue nombrado Defensor del Pueblo polaco tras recibir el respaldo de la Plataforma Cívica, la Alianza de Izquierda Democrática y el Partido Popular Polaco. Durante su mandato, llevó a varios gobiernos locales a los tribunales por la introducción de las controvertidas zonas libres de LGBT, lo que fue criticado por el partido conservador gobernante Ley y Justicia. En 2018 recibió el Premio en memoria de Thorolf Rafto por la promoción de los derechos humanos fundamentales de la libertad intelectual y política.
Entre 2017 y 2019, durante su etapa como Defensor del Pueblo para los Derechos Civiles apoyó el torneo "Expulsemos el racismo de los estadios", organizado por la asociación "Nunca Más" en el Festival Pol'and'Rock (también conocido como Woodstock polaco), el festival de música gratuito al aire libre más grande de Europa. Bodnar inauguró oficialmente los torneos, arbitró personalmente los juegos y participó en los partidos. Participó en un encuentro organizado por la Asociación “Nunca Más” durante el festival y habló sobre los casos de violencia homofóbica en Polonia.
En 2019, recibió el Premio al Estado de Derecho otorgado por el Proyecto de Justicia Mundial por sus "destacados esfuerzos para fortalecer el Estado de derecho en circunstancias difíciles". Dedicó el premio a Karol Modzelewski. Ese mismo año recibió el Premio a la Dignidad Humana de la Fundación Roland Berger; sin embargo, declinó el premio denunciando el pasado nazi del padre del fundador del premio. En septiembre de 2020, fue galardonado con la Orden de la Legión de Honor de Francia por proteger los derechos y valores cívicos en Polonia. Bodnar ha participado en eventos de importantes universidades, incluida Yale.
El mandato de cinco años de Bodnar expiró en septiembre de 2020. Las dos cámaras del parlamento polaco (el Sejm y el Senado ) no pudieron ponerse de acuerdo sobre un sucesor. El 15 de abril de 2021, el Tribunal Constitucional dictó sentencia por la que debía permanecer en el cargo como máximo tres meses más.
En las elecciones parlamentarias de 2023 se presentó como candidato de la Coalición Cívica (como parte del Pacto Senatorial 2023 ) para el Senado por el distrito electoral n.° 44. Recibió 628.442 votos y fue elegido senador.
En diciembre de 2023 fue nombrado ministro de Justicia en el gabinete de Donald Tusk. Está considerado el "arquitecto de la reconstrucción del Estado de derecho en el país y algunos medios de comunicación le atribuyen el logro de desbloquear 59.000 millones de euros del fondo de recuperación europeo que la Comisión Europea tenía suspendidos a causa de un "procedimiento por amenazar el Estado de derecho en Polonia". Para avanzar, Botna se enfrenta al presidente Andrzej Duda y al Tribunal Constitucional.